# Шёнберг (гора)
Шёнберг (нем. Schönberg) — гора в княжестве Лихтенштейн входит в состав горного хребта Рэтикон, расположена к северо-востоку от деревни Штег. Высота — 2104 м. Гора дала название одной из самых больших пещерных систем Европы (13-я по протяженности в мире).
Из горнолыжного курорта Мальбун до вершины проходит пешеходный маршрут продолжительностью 4 - 5 часов.